# Gelanor innominatus
Gelanor innominatus là một loài nhện trong họ Mimetidae.
Loài này thuộc chi Gelanor. Gelanor innominatus được miêu tả năm 1916 bởi Chamberlin.